# Eumacrosiphum viciae
Eumacrosiphum viciae är en insektsart. Eumacrosiphum viciae ingår i släktet Eumacrosiphum och familjen långrörsbladlöss. Inga underarter finns listade i Catalogue of Life.